# Nová Ves (powiat Třebíč)
Nová Ves – miejscowość i gmina (obec) w Czechach, w kraju Wysoczyna, w powiecie Třebíč. W 2022 roku liczyła 251 mieszkańców.